# 打擊有組織犯罪和腐敗總局
白俄罗斯共和国內政部打击有组织犯罪和腐败总局 （俄语：Главное управление по борьбе с организованной преступностью и коррупцией МВД Республики Беларусь，縮寫：ГУБОПиК / GUBOPiK，縮寫：ГУБАЗіК / HUBAZiK ) 是白俄罗斯的一个国家安全部门，這個部門被外界指控為亚历山大·卢卡申科政权用來對異議人士实施迫害、暴力和酷刑的工具。

## 歷史
1991年，白俄羅斯內政部創建了一個下屬部門GUBOP，GUBOP于2003年重组為GUBOPiK。
在2020年白俄羅斯總統選舉之后發生的2020年－2021年白俄羅斯示威中，GUBOPiK騷擾、迫害相關活动人士以及反对卢卡申科政权的抗议者。此外還機構還經常搜查政治活动家、人权活动家、记者的住宅和办公室。
2021年6月21日，GUBOPiK被美國財政部列入特别指定国民和被封锁人员。GUBOPiK的負責人也被多國制裁。